# Анз, Мохаммад
Мохаммад Анз (араб. محمد عنز‎; родился 14 мая 1995 года, Эль-Хасака) — сирийский футболист, полузащитник клуба «Аль-Араби» и сборной Сирии.

## Клубная карьера
1 сентября 2019 года Анз подписал двухлетний контракт с сирийским клубом «Аль-Иттихад». После окончания сезона 2020/2021 Анз покинул «Аль-Иттихад» в связи с истечением своего контракта.
Летом 2021 года Анз перешёл в «Аль-Караму», но ему сразу позволили перейти в клуб чемпионата Бахрейна «Аль-Риффа», поскольку было решено, что игрок уйдёт в случае получения предложения из-за границы до начала чемпионата.

## Международная карьера
Анз выступал за сборную Сирии до 23 лет с 2017 по 2018 года. 8 июля 2019 года Анз дебютировал на взрослом уровне в товарищеском матче против сборной Северной Кореи. Свой первый гол на взрослом уровне он забил 3 декабря 2021 года, что помогло Сирии обыграть Тунис со счётом 2:0 в рамках Кубка арабских наций по футболу 2021 года.